# Laguna del Samaruc de Algemesí

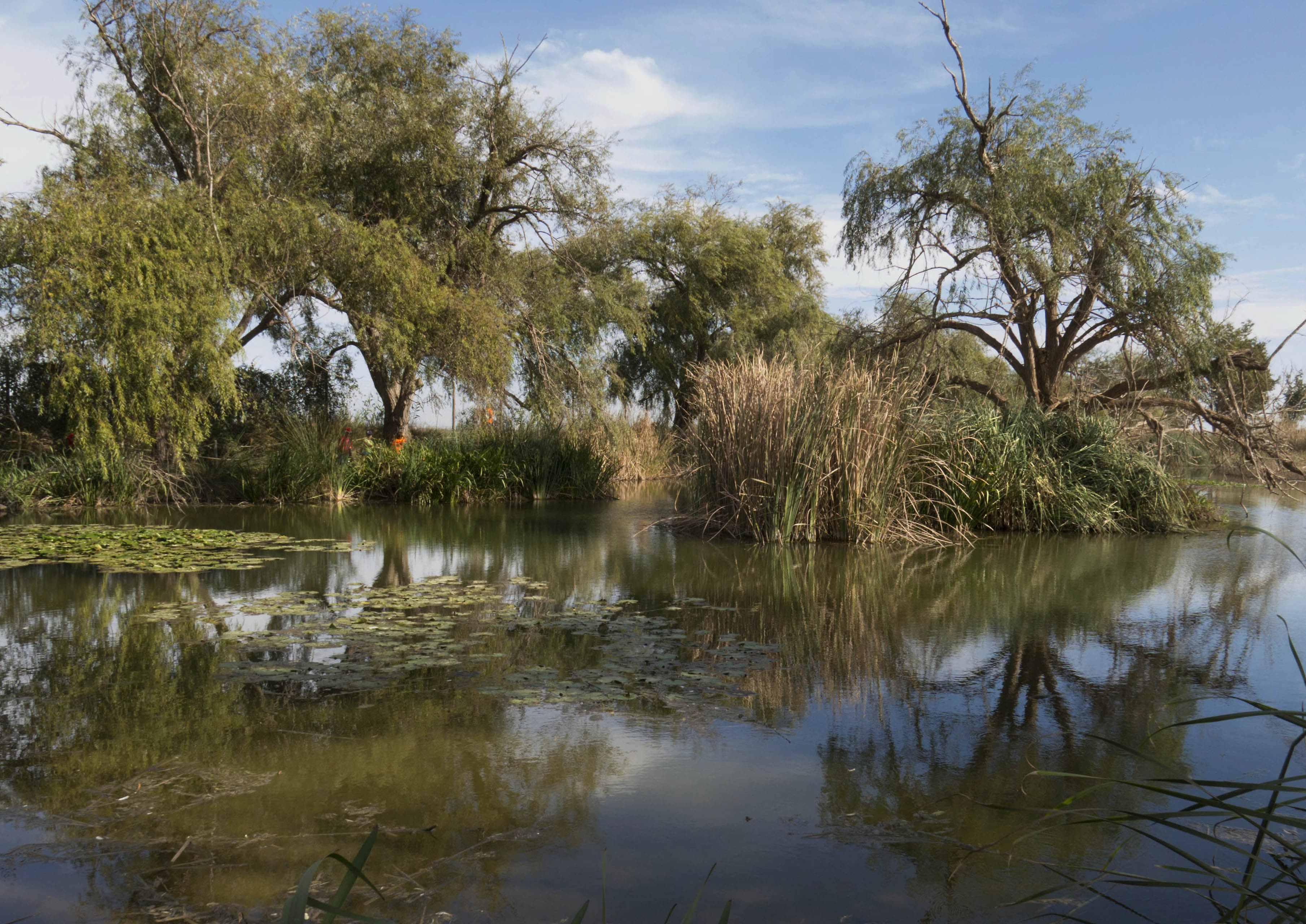
Laguna del Samaruc

La Laguna del Samaruc es una laguna de la Comunidad Valenciana que pertenece al Parque natural de la Albufera de Valencia y está situada al extremo nordeste del municipio de Algemesí. Ha sido declarada Área de Reserva del Samaruc, y también microrreserva de flora por parte de la Generalidad Valenciana (DOGV —boletín oficial— con fecha 2 de diciembre de 2002). Las microrreservas de elevado valor botánico son parcelas de espacio reducido destinadas al seguimiento y conservación de las especies vegetales endémicas. Se pueden encontrar en el humedal especies amenazadas como el nenúfar blanco (Nymphaea alba); el trébol de cuatro hojas o agret de agua (Marsilea quadrifolia) y la trencadalla (o trencadella).
Desde que en 1996 se creara la reserva, se han liberado un total de 46 000 Colbitis paludica y 150 babosas de río (Blennius fluviatilis). La administración también colabora con la suelta del fartet, una especie autóctona en peligro de extinción.
La laguna fue visitada por más de 700 personas durante el año 2016, cifra que duplicó las visitas del año anterior.

## Visitad también
- Samaruc